# Ernst Lange (Kirchenlieddichter)
Ernst Lange (* 3. Januar 1650 in Danzig; † 20. August 1727 ebenda) war ein deutscher Kirchenlieddichter.

## Leben
Ernst Lange, Sohn des Matthias, besuchte ein Danziger Gymnasium. Danach wurde er in Danzig Sekretär. In diesem Amte berief man ihn an den polnischen Hof in Warschau. 1691 ging er zurück nach Danzig, wo er Ehrenamtlicher Richter wurde, drei Jahre darauf aber Ratsherr. 1696 schloss er die Ehe mit einer Tochter des Astronomen Johannes Hevelius.
1698 reiste Lange zu den Niederlanden. Bei seiner Rückkehr wandte er sich in Danzig Mennoniten und Pietisten zu. Dies war Anlass dafür, dass Streitereien mit lutherischen Geistlichen entstanden und ging so weit, dass in der Stadt Auseinandersetzungen stattfanden.
Schon in frühen Jahren dichtete Lange, veröffentlichte aber erst spät. Er starb 1727 im Alter von 77 Jahren.

## Werk
1708 veröffentlichte Lange sein Werk Ueberarbeitungen der Lieder Luthers, in welchem er versuchte, die Lieder Luthers zu überarbeiten. 1711 publizierte er schließlich 61 eigene Kirchenlieder; die Zahl resultierte aus seinem damaligen Alter. Die in Verse gebrachten Psalmen veröffentlichte er 1713, wobei er Melodien aus dem reformierten Frankreich übernahm. 1720 überarbeitete er das Werk insofern, als es sich lutherischer Melodien bediente.
Weitere Lieder Langes wurden in Johann Anastasius Freylinghausens Geistreichem Gesangbuch, Teil zwei, 1714, veröffentlicht. Es wurde vermutet, dass Freylinghausen die Lieder handschriftlich erhalten hatte.
Der Dichter Albert Knapp äußerte über Lange anhand dessen Werke, er sei ein edler, tiefsinniger Mann voll Geist und Kraft. Bode hingegen meint in seinem Quellennachweis über die Lieder des hannoverischen Gesangbuches, Langes Dichtungen seine nach Gedanken und Ausdruck nicht von hervorragender Bedeutung.
Ungeachtet der widersprüchlichen Urteilungen wurden Langes Lieder weit verbreitet und waren noch Ende des 19. Jahrhunderts in Gesangbüchern anzutreffen. Als bekanntestes Lied zählt Unter den großen Gütern, die uns Christus zugetheilt, das auch unter den Titeln Unter jenen/allen großen Gütern bekannt ist.

## Werke
- Die Psalmen Davids, auf reformirte Melodeien übersetzt, und der Königin von Preußen zugeeignet
- Versuch zur poetisch verbeßerten Sing-Andacht, darinnen sonderlich Lutheri Lieder in etwas reinere Verse zu bringen vermeinet (Danzig 1708)
- Ein und sechzig gottgeheiligte Stunden, in so viel Liedern (Danzig 1711)
- Die auf lutherische Melodeyen in deutsche Lieder übersetzten CL. Psalmen, zur Ehre Gottes und zur Erweckung gebührender Andacht (Danzig 1720)

Folgende Lieder von Lange erschienen im Gesangbuch von Wernigerode:
- Die Freude macht es nicht, daß man zu Zeiten singet
- Die Menschen suchen Wissenschaft
- Du Gott des Lichts, vor dem des Tages Schein
- Gott ist wahre Liebe
- Herr Jesu Christ, zieh uns dir nach
- Mein Seufzen bricht herfür
- Seyd froh, ihr unbefleckten Sinne
- Unter denen grossen Gütern, die uns Christus zugetheilt
- Vollkommenheit du Haupt der Gaben